# アルュメ
アルュメ株式会社（英: ALLUMER Co., Ltd.）はかつて東京都目黒区に存在した、ハードウェアおよびビデオゲームの開発会社である。

## 歴史
主にアーケードゲームを開発した。オリジナル色の強い作品もあったが、R-TYPE、イメージファイト、雷電、サムライスピリッツなどの他社作品のシステムを強く取り入れた作品もある。元々はハードウェア専門のメーカーだった。
1985年に富士本淳を始めとする一部の社員が世田企画（後のセタ）を起こして独立。『内藤九段将棋秘伝』等、セタの初期のファミコン用ソフトに記載されている通り、創業時の世田企画の住所はアルュメビルの一角にあった。開発部隊は両者で重複しており、セタが開発した作品の続編がアルュメから発売されたこともある。
1988年にはセタと共同でアーケード基板で使われたPCM音源の「X1-010」を開発した。
その後、約12億円の負債を抱え、1999年10月5日に事業を停止。ゲーム開発から撤退後は写真シール機の画像取り込み装置の開発などで負債を約2億円にまで減らしたが、2015年2月10日に東京地方裁判所から破産開始決定を受けた。そして同年10月13日に法人格が消滅した。
2023年2月8日にハムスターがアルュメのゲーム等に関する全ての権利を取得したことを発表した。

## X1-010
X1-010は、本来なら同時発音数16音のウェーブテーブル音源として使えるはずで、1988年の時点ではかなり性能の良い音源だった。しかし、初期のゲームでは音源ドライバのバグのせいでサンプリング音源的な使い方ができずに、BGMを丸ごとひとつのPCMで鳴らしているためメモリ容量を食っていた。そのため、『ツインイーグル』（セタ開発/タイトー販売）『メタフォックス』（ジョルダン開発/セタ販売）のようにボーカルを入れられる一方で曲数が少なかったり、『レゾン』（アルュメ開発/タイトー販売）のようにBGMが極端に短かったり、ノイズが目立つ作品が多いのが特徴。音源ドライバの制作はレゾンのグラフィッカーをしていたアルバイトの並木学に任されたが、65C02でPCM音源ドライバを制作しろと言われて出来なかった挙句、後々にクビになった。
アテナでは1993年に発売の『大王』（アテナ開発/サミー工業販売）の制作に際して、田端勤が『デ・ブロック』のために制作したサウンドドライバをベースに、石橋浩一がリファインした。アルュメも同年に発売の『機動戦士ガンダム』（アルュメ開発/バンプレスト販売）の制作に際してドライバを改良しており、『ウォーオブエアロ』や『まじかるスピード』（アルュメ開発/ナムコ販売）あたりで「X1-010」音源の真の力を見ることができる。

## 作品

### アーケード
- レゾン
- ブランディア - 『黄金の城』の続編の位置づけ。前作のキャラクターが登場する。
- ジンジンジップ
- ウォーオブエアロ -Project MEIOU-
- SDガンダム ネオバトリング
- 機動戦士ガンダム
- 機動戦士ガンダム EX-REVUE
- マッドシャーク
- まじかるスピード
- 仮面ライダー倶楽部 バトルレーサー

### プレイステーション
- 悟空伝説 -MAGIC BEAST WARRIORS-
- あいどるプロモーション〜すずきゆみえ〜

### PCゲーム
- フォーチュン・クエスト（未発売）